# Dammarie-en-Puisaye
Dammarie-en-Puisaye là một xã trong tỉnh Loiret, vùng Centre-Val de Loire bắc trung bộ nước Pháp. Xã này nằm ở khu vực có độ cao từ 152-192 mét trên mực nước biển.